# خوسپ لوئیس سرت

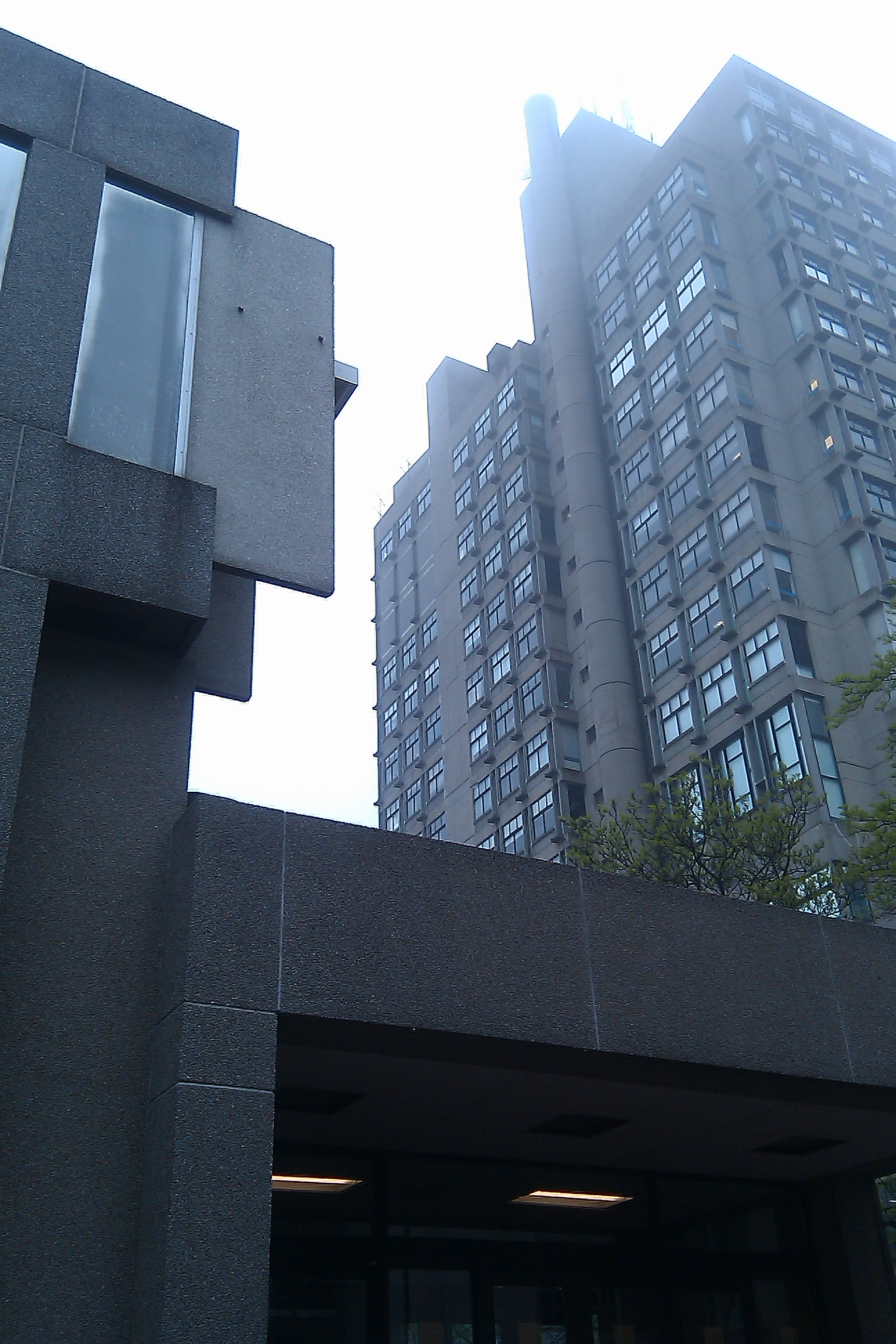
کتابخانه و برج حقوق دانشگاه بستون و ماساچوست توسط سرت طراحی شدند.

خوسپ یوئیس سرت (انگلیسی: Josep Lluís Sert) یک معمار و طراح شهری اسپانیایی بود.
در سال ۱۹۶۱ سرت از لوکوربوزیه برای طراحی در ایالات متحده آمریکا دعوت کرد و مرکز درودگر برای هنرهای زیبا در دانشگاه هاروارد و نگارخانه این مرکز به افتخار سرت با نام ویک نامگذاری شد.
در سال ۱۹۸۱ مدال طلای ای‌آی‌ای دریافت کرد.